# Oskar Haarbrandt
Friedrich Wilhelm Oskar Haarbrandt  (* 21. Dezember 1902 in Rixdorf bei Berlin, Deutsches Reich; † 27. Juli 1979 in Berlin) war ein deutscher Tontechniker beim Film.

## Leben und Wirken
Über die Ausbildung Oskar Haarbrandts ist derzeit nichts bekannt. Erste nachweisbare Kontakte zum Film knüpfte er bereits zu Beginn der 1930er Jahre, als Tonmann beim Spielfilm wurde er, nach mehreren Einsätzen beim Dokumentarfilm und einer Kooperation mit dem Kollegen Hermann Storr (1937), jedoch erst seit regelmäßig 1939 eingesetzt. Anfänglich von unterschiedlichen Firmen in Anspruch genommen, stand Haarbrandt in den letzten Jahren bis Kriegsende 1945 vor allem in Diensten der Tobis-Filmkunst. Haarbrandt war der erste Tontechniker, der nach 1945  in der westdeutschen Filmbranche Fuß fassen konnte. In seinen letzten zwei Arbeitsjahrzehnten war Oskar Haarbrandt für die unterschiedlichsten bundesrepublikanischen Filmfirmen tätig und sorgte bei einer Fülle von Unterhaltungsfilmen für den guten Ton, darunter auch so bekannte Produktionen wie Wenn der weiße Flieder wieder blüht, Ein Mädchen aus Flandern, Hochzeit auf Immenhof, Rommel ruft Kairo, Die seltsame Gräfin und Maximilian Schells ambitionierte Kafka-Verfilmung Das Schloß, Haarbrandts letzter Kinofilm. 1968 ließ sich der 65-jährige pensionieren.

## Filmografie
- 1939: Morgen werde ich verhaftet
- 1939: In letzter Minute
- 1939: Eine Frau wie Du
- 1939: Der Mann mit dem Plan
- 1940: Mein Mann darf es nicht wissen
- 1940: Die 3 Codonas
- 1941: Frau Luna
- 1941: Was geschah in dieser Nacht?
- 1942: Eine Nacht in Venedig
- 1943: Die große Nummer
- 1943: Altes Herz wird wieder jung
- 1943: Tolle Nacht
- 1944: Der Verteidiger hat das Wort
- 1944: Herr Sanders lebt gefährlich
- 1945: Wir seh’n uns wieder
- 1946: Sag’ die Wahrheit
- 1948: Der große Mandarin
- 1949: Anonyme Briefe
- 1949: Nächte am Nil
- 1950: Eine Nacht im Séparée
- 1950: 0 Uhr 15 Zimmer 9
- 1950: Drei Mädchen spinnen
- 1951: Stips
- 1951: Nacht am Mont Blanc
- 1951: Torreani
- 1952: Der bunte Traum
- 1952: Am Brunnen vor dem Tore
- 1953: Wenn am Sonntagabend die Dorfmusik spielt
- 1953: Briefträger Müller
- 1953: Wenn der weiße Flieder wieder blüht
- 1954: Mädchen mit Zukunft
- 1954: … und ewig bleibt die Liebe
- 1954: Der Zigeunerbaron
- 1954: Die Mücke
- 1955: Eine Frau genügt nicht?
- 1955: Du darfst nicht länger schweigen
- 1956: Ein Mädchen aus Flandern
- 1956: Der Glockengießer von Tirol
- 1956: Hochzeit auf Immenhof
- 1956: Die Rosel vom Schwarzwald
- 1957: Viktor und Viktoria
- 1957: Das Mädchen ohne Pyjama
- 1957: Der tolle Bomberg
- 1957: Anders als du und ich (§ 175)
- 1957: Liane, die weiße Sklavin
- 1957: Frühling in Berlin
- 1959: Rommel ruft Kairo
- 1959: Freddy, die Gitarre und das Meer
- 1959: Liebe verboten – Heiraten erlaubt
- 1959: Bezaubernde Arabella
- 1960: Schlager-Raketen
- 1961: Mein Mann, das Wirtschaftswunder
- 1961: Eine hübscher als die andere
- 1961: Die seltsame Gräfin
- 1961: Ihr schönster Tag
- 1966: Kubinke (Fernsehfilm)
- 1966: Gespenster (Fernsehfilm)
- 1966: Ein Wiener in Paris (Fernsehfilm)
- 1967: Hugenberg – Gegen die Republik (Fernsehfilm)
- 1968: Das Schloß
- 1968: Der Eismann kommt (Fernsehfilm)